# Тарасова (Свердловская область)
Тарасова — деревня в Талицком городском округе Свердловской области России.

## Географическое положение
Деревня Тарасова находится в 20 километрах (по автодороге в 22 километрах) к востоку от города Талицы, на правом берегу реки Пышмы.

## История деревни
В начале XX века в деревне все были православными крестьянами, которые занимались земледелием.

## Школа
В 1900 году в деревни уже существовала земская школа.

## Часовня
В настоящее время в деревне имеется часовня.

## Население
| 2002 | 2010 | 2021 |
| ---- | ---- | ---- |
| 93   | ↘60  | ↘39  |